# 東京マリン (海運)
東京マリン（とうきょうマリン）は、シンガポールに本社を置き、ケミカルタンカーによる液状化学品や動植物油脂類の海上輸送に特化した海運会社。

## 概要
1972年に東京にて「東京マリン株式会社」として創業し、1996年には商船三井グループの一員となった。2012年10月に本社を東京からシンガポールに移転し、これによりシンガポール法人である「Tokyo Marine Asia Pte Ltd」が現在の東京マリンの本社となる。現在「東京マリン株式会社」はこの「Tokyo Marine Asia Pte Ltd」の日本子会社となっている。

## 事業所
- 本社 - シンガポール
- 子会社・海外事務所 - 東京、ロンドン、ソウル、上海、ドバイ